# أورموند ستون
أورموند ستون (بالإنجليزية: Ormond Stone)‏ (و. 1847 – 1933 م) هو عالم فلك، ورياضياتي، وبروفسور من الولايات المتحدة الأمريكية. ولد في بيكين. 
توفي عن عمر يناهز 86 عاماً.

## التعليم
تعلم في Old University of Chicago ‏، وChicago High School ‏.

## مناصب وهيئات
أدار جامعة فرجينيا.